# Стоїгнєв
Стоїгнєв (*д/н —955) — верховний князь ободритів (спільно з братом Наконом). Основні відомості про нього містяться у Тітмара Мерзенбурзького в «Хроніках» та Відукінда Корвейського у «Діяннях саксів».

## Життєпис
Походив зі знатної родини ободритів, Наконідів. Ймовірно разом з братом Наконом брав участь у війнах з королем Генріхом I Птахоловом, королем Німеччини, у 928-929 роках. Залишився вірним поганству, незважаючи на вимогу переможців-німців хреститися. 
Після смерті верховного князя Віцлава III у 934 році разом з Наконом розпочав боротьбу за владу над Ободрицьким союзом. Втім невідомо коли саме брати стали верховними князями: напевне до 940 року. Стоїгнєв поділив владу з Наконом.
У 954 році разом з братом надав допомогу Віхману Молодшому і Екберту Одноокому, які вступили в конфлікт з Германом Біллунгом, маркграфом Вендської марки. Втім поки Стоїгнєв з Наконом збирали війська, їх землі атакував Біллунг. У квітні 955 року ободріти відповіли на вторгнення набігом у Саксонське герцогство і взяли в облогу місто Кокаресцем, яке незабаром захопили, знищивши усіх саксів.
У жовтні 955 року Стоїгнєв очолив війська Ободрицького союзу (при підтримці лютицьких племен велетів та доленянів) для захисту від наступу Генріха I Птахолова. На боці останнього виступили сакси та руяни. Племена гавелян і украв пропустили ворогів ободритів через свої землі. У вирішальній битві в при річці Ракса ободрити зазнали нищівної поразки. Стоїгнєв намагався втекти, але його було схоплено й страчено сакським лицарем Госедом.